# Rio Camanaú
Rio Camanaú är ett vattendrag i Brasilien.   Det ligger i delstaten Amazonas, i den nordvästra delen av landet, 2 100 km nordväst om huvudstaden Brasília.
I omgivningarna runt Rio Camanaú växer i huvudsak städsegrön lövskog. Trakten runt Rio Camanaú är nära nog obefolkad, med mindre än två invånare per kvadratkilometer.